# Frankliniella minuta
Frankliniella minuta är en insektsart som först beskrevs av Dudley Moulton 1907.  Frankliniella minuta ingår i släktet Frankliniella och familjen smaltripsar. Inga underarter finns listade i Catalogue of Life.